# Idioma yakuto
El yakuto, yakuto o yakutio (cirílico: саха тыла, latino: saja tyla) es un idioma hablado en la República de Sajá, en Rusia. Es una lengua muy divergente de las otras lenguas túrquicas, aunque no tanto como el chuvasio, como resultado de una larga separación del cuerpo principal de hablantes túrquicos y la influencia de las vecinas lenguas tungús y mongólicas.
El autónimo por el cual los yakutos, los principales hablantes de este idioma, se denominan a sí mismos es saja (En cirílico: саха).

## Pueblo yakuto
La inmensa mayoría de los 480 000 yakutos viven en la República de Sajá o Yakutia, que se encuentra al noreste de Rusia, ya en las profundidades de Siberia y junto a las costas del Glacial Ártico. En Yakutia constituyen la mitad de la población, superando ligeramente en número a los rusos. De esa cifra, la inmensa mayoría tienen como lengua materna el yakuto.

## Dialectos
El yakuto se habla principalmente en la República de Sajá. También es utilizado por los yakutos étnicos en la región de Jabárovsk y una pequeña diáspora en otras partes de la Federación Rusa, Turquía y otras partes del mundo. El dolgan, un pariente cercano del yakuto que anteriormente era considerado por algunos como un dialecto del yakuto, es hablado por los dolganes en la región de Krasnoyarsk. El yakuto se usa ampliamente como lingua franca por otras minorías étnicas en la República de Sajá: más dolganes, evenks, evens y yukagires hablan yakuto que sus propias lenguas. Alrededor del 8 % de las personas de otras etnias que no son yakutos y que viven en Sajá afirmaron conocer el idioma yakuto durante el censo de 2002.

## Gramática
Una de las marcadas características fonéticas del yakuto es la diptongación de las vocales largas y medias, dando como resultado ia, uo, ie, üö. Aunque se editaron algunos libros en yakuto en el siglo XIX como resultado de la actividad misionera, no fue hasta el período posrevolucionario cuando el yakuto se desarrolló como lengua literaria, siendo utilizado en el sistema escolar.
El orden de la frase es sujeto, objeto y verbo (SOV).
El nombre tiene dos números, singular y plural. Este último se marca con los alomorfos -лар (-lar), -лэр (-ler), -лөр (-lör), -лор (-lor) dependiendo de raíz la raíz; o bien con -тар (-tar), -тэр (-ter), -төр (-tör), -тор (-tor); -дар (-dar), -дэр (-der), -дөр (-dör), -дор (-dor); -нар (-nar), -нэр (-ner), -нөр (-nör) o -нор (-nor), como en дьиэ d'ie 'casa', plural дьиэлэр d'ieler; ат at 'caballo', plural аттар attar. La alomorfía depende de los detalles de la sinarmonía vocálica, como en las otras lenguas túrcicas.

## Alfabeto
Desde 1939 se usa un alfabeto basado en el alfabeto cirílico, que consiste en el alfabeto cirílico ruso con algunas letras adicionales: Ҕҕ, Ҥҥ, Өө, Һһ, Үү
| Letra | Nombre              | IPA     | Nota                                                               |
| ----- | ------------------- | ------- | ------------------------------------------------------------------ |
| А а   | а                   | /a/     |                                                                    |
| Б б   | бэ                  | /b/     |                                                                    |
| В в   | вэ                  | /v/     | encontrada solo en préstamos lingüísticos del ruso                 |
| Г г   | гэ                  | /ɡ/     |                                                                    |
| Ҕ ҕ   | ҕэ                  | /ɣ, ʁ/  |                                                                    |
| Д д   | дэ                  | /d/     |                                                                    |
| Дь дь | дьэ                 | /ɟ/     |                                                                    |
| Е е   | е                   | /e, je/ | encontrada solo en préstamos lingüísticos del ruso                 |
| Ё ё   | ё                   | /jo/    | encontrada solo en préstamos lingüísticos del ruso                 |
| Ж ж   | жэ                  | /ʒ/     | encontrada solo en préstamos lingüísticos del ruso                 |
| З з   | зэ                  | /z/     | encontrada solo en préstamos lingüísticos del ruso                 |
| И и   | и                   | /i/     |                                                                    |
| Й й   | йот                 | /j, ȷ̃/  | La nasalización de deslizamiento no está indicada en la ortografía |
| К к   | ка                  | /k, q/  |                                                                    |
| Л л   | эл                  | /l/     |                                                                    |
| М м   | эм                  | /m/     |                                                                    |
| Н н   | эн                  | /n/     |                                                                    |
| Ҥ ҥ   | эҥ                  | /ŋ/     |                                                                    |
| Нь нь | эньэ                | /ɲ/     |                                                                    |
| О о   | о                   | /o/     |                                                                    |
| Ө ө   | ө                   | /ø/     |                                                                    |
| П п   | пэ                  | /p/     |                                                                    |
| Р р   | эр                  | /ɾ/     |                                                                    |
| С с   | эс                  | /s/     |                                                                    |
| Һ һ   | һэ                  | /h/     |                                                                    |
| Т т   | тэ                  | /t/     |                                                                    |
| У у   | у                   | /u/     |                                                                    |
| Ү ү   | ү                   | /y/     |                                                                    |
| Ф ф   | эф                  | /f/     | encontrada solo en préstamos lingüísticos del ruso                 |
| Х х   | ха                  | /x/     |                                                                    |
| Ц ц   | цэ                  | /ts/    | encontrada solo en préstamos lingüísticos del ruso                 |
| Ч ч   | че                  | /c/     |                                                                    |
| Ш ш   | ша                  | /ʃ/     | encontrada solo en préstamos lingüísticos del ruso                 |
| Щ щ   | ща                  | /ɕː/    | encontrada solo en préstamos lingüísticos del ruso                 |
| Ъ ъ   | кытаатыннарар бэлиэ | /◌./    | encontrada solo en préstamos lingüísticos del ruso                 |
| Ы ы   | ы                   | /ɯ/     |                                                                    |
| Ь ь   | сымнатыы бэлиэтэ    | /◌ʲ/    | encontrada solo en préstamos lingüísticos del ruso                 |
| Э э   | э                   | /e/     |                                                                    |
| Ю ю   | ю                   | /ju/    | encontrada solo en préstamos lingüísticos del ruso                 |
| Я я   | я                   | /ja/    | encontrada solo en préstamos lingüísticos del ruso                 |